# Westermarck-samfundet
Westermarck-samfundet eller The Westermarck Society är ett vetenskapligt samfund i Finland grundat 1940. På finska heter samfundet Westermarck-seura.
Det har till uppgift att främja den sociologiska forskningen och värna minnet av Edvard Westermarcks vetenskapliga gärning. Sedan 1964 utger samfundet tidskriften Sosiologia. 